# Lijst van voetbalinterlands Libië - Rwanda
Deze lijst van voetbalinterlands is een overzicht van alle officiële voetbalwedstrijden tussen de nationale teams van Libië en Rwanda. De landen hebben tot op heden negen keer tegen elkaar gespeeld. De eerste ontmoeting  was een vriendschappelijke wedstrijd op 20 maart 2013 in Kigali. Het laatste duel, een kwalificatiewedstrijd voor de Afrika Cup 2025, werd gespeeld in de Rwandese hoofdstad op 14 november 2024.

## Wedstrijden
| № | Plaats   | Datum            | Competitie                           | Wedstrijd      | Uitslag |
| - | -------- | ---------------- | ------------------------------------ | -------------- | ------- |
| 1 | Kigali   | 20 maart 2013    | Vriendschappelijk                    | Rwanda − Libië | 0 − 1   |
| 2 | Radès    | 18 mei 2014      | Afrika Cup 2015 kwalificatie         | Libië − Rwanda | 0 − 0   |
| 3 | Kigali   | 31 mei 2014      | Afrika Cup 2015 kwalificatie         | Rwanda − Libië | 3 − 0   |
| 4 | Sfax     | 13 november 2015 | WK 2018 kwalificatie                 | Libië − Rwanda | 1 − 0   |
| 5 | Kigali   | 17 november 2015 | WK 2018 kwalificatie                 | Rwanda − Libië | 1 − 3   |
| 6 | Machakos | 7 december 2017  | CECAFA Cup 2017                      | Rwanda − Libië | 0 − 0   |
| 7 | Tanger   | 23 januari 2018  | African Championship of Nations 2018 | Rwanda − Libië | 0 − 1   |
| 8 | Tripoli  | 4 september 2024 | Afrika Cup 2025 kwalificatie         | Libië − Rwanda | 1 − 1   |
| 9 | Kigali   | 14 november 2024 | Afrika Cup 2025 kwalificatie         | Rwanda − Libië | 0 − 1   |

## Samenvatting
| Competitie                      | Totaal gespeeld | Winst Libië | Gelijk | Winst Rwanda | Doelsaldo Libië – Rwanda |
| ------------------------------- | --------------- | ----------- | ------ | ------------ | ------------------------ |
| WK-kwalificatie                 | 2               | 2           | 0      | 0            | 4 − 1                    |
| Afrika Cup-kwalificatie         | 4               | 1           | 2      | 1            | 2 − 4                    |
| African Championship of Nations | 1               | 1           | 0      | 0            | 1 − 0                    |
| CECAFA Cup                      | 1               | 0           | 1      | 0            | 0 − 0                    |
| Vriendschappelijk               | 1               | 1           | 0      | 0            | 1 − 0                    |
| Totaal                          | 9               | 5           | 3      | 1            | 8 − 5                    |

LFF · A-internationals · Bondscoaches · Libisch vrouwenelftal · Olympisch elftal
1960 – 1969 · 
1970 – 1979 · 
1980 – 1989 · 
1990 – 1999 · 
2000 – 2009 · 
2010 – 2019 ·
2020 − 2029
1964 · 
1965 · 
1966 · 
1967 · 
1968 · 
1969 · 
1970 · 
1971 · 
1972 · 
1973 · 
1974 · 
1975 · 
1976 · 
1977 · 
1978 · 
1979 · 
1980 · 
1981 · 
1982 · 
1983 · 
1984 · 
1985 · 
1986 · 
1987 · 
1988 · 
1989 · 
1990 · 
1991 · 
1992 · 
1993 · 
1994 · 
1995 · 
1996 · 
1997 · 
1998 · 
1999 · 
2000 · 
2001 · 
2002 · 
2003 · 
2004 · 
2005 · 
2006 · 
2007 · 
2008 · 
2009 · 
2010 · 
2011 · 
2012 · 
2013 ·
2014 ·
2015 ·
2016 ·
2017 ·
2018 ·
2019 ·
2020 ·
2021 ·
2022 ·
2023
Algerije ·
Angola ·
Argentinië ·
Bahrein ·
Benin ·
Botswana ·
Burkina Faso ·
Canada ·
Centraal-Afrikaanse Republiek ·
Comoren ·
Congo-Brazzaville ·
Congo-Kinshasa ·
Egypte ·
Equatoriaal-Guinea ·
Ethiopië ·
Gabon ·
Gambia ·
Ghana ·
Griekenland ·
Guinee ·
Indonesië ·
Irak ·
Iran ·
Ivoorkust ·
Jemen ·
Jordanië ·
Kaapverdië ·
Kameroen ·
Kazachstan ·
Kenia ·
Koeweit ·
Lesotho ·
Libanon ·
Liberia ·
Malawi ·
Maleisië ·
Mali ·
Malta ·
Marokko ·
Mauritanië ·
Mauritius ·
Mozambique ·
Myanmar ·
Namibië ·
Niger ·
Nigeria ·
Oeganda ·
Oekraïne ·
Oman ·
Palestina ·
Polen ·
Qatar ·
Rwanda ·
Sao Tomé en Principe ·
Saoedi-Arabië ·
Senegal ·
Seychellen ·
Soedan ·
Swaziland ·
Syrië ·
Tanzania ·
Thailand ·
Togo ·
Tsjaad ·
Tunesië ·
Turkije ·
Uruguay ·
Verenigde Arabische Emiraten ·
Wit-Rusland ·
Zambia ·
Zimbabwe ·
Zuid-Afrika ·
Zuid-Korea
FERWAFA · Rwandees vrouwenelftal
1976 – 1989 · 
1990 – 1999 · 
2000 – 2009 · 
2010 – 2019 ·
2020 − 2029
Algerije ·
Angola ·
Benin ·
Botswana ·
Burundi ·
Centraal-Afrikaanse Republiek ·
Congo-Brazzaville ·
Congo-Kinshasa ·
Djibouti ·
Egypte ·
Equatoriaal-Guinea ·
Eritrea ·
Ethiopië ·
Gabon ·
Ghana ·
Guinee ·
Ivoorkust ·
Kaapverdië ·
Kameroen ·
Kenia ·
Lesotho ·
Liberia ·
Libië ·
Madagaskar ·
Malawi ·
Mali ·
Marokko ·
Mauritanië ·
Mauritius ·
Mozambique ·
Namibië ·
Nigeria ·
Oeganda ·
Senegal ·
Seychellen ·
Soedan ·
Somalië ·
Tanzania ·
Togo ·
Tunesië ·
Zambia ·
Zimbabwe ·
Zuid-Afrika ·
Zuid-Soedan